# Morti il 20 luglio
| Questa pagina contiene informazioni ricavate automaticamente dalle voci biografiche con l'ausilio del template Bio e di un bot. L'aggiornamento è periodico e automatico e ricostruisce completamente la pagina. Se manca una persona in questa lista, sei pregato di non aggiungerla, ma accertati piuttosto che la sua voce biografica contenga il template Bio e che i dati anagrafici siano correttamente compilati. Se il template Bio manca, inseriscilo tu stesso o, in alternativa, metti l'avviso {{tmp\|Bio}} che ne segnala la mancanza. Se i dati riportati sono sbagliati, correggi direttamente la voce biografica; le modifiche saranno visibili in questa lista entro pochi giorni. Per chiarimenti vedi il progetto biografie. La lista contiene solo le 485 persone che sono citate nell'enciclopedia e per le quali è stato implementato correttamente il template Bio. Pagina aggiornata al 17 ago 2025. |

## IV secolo a.C.(1)
- 390 a.C. - Marco Papirio, senatore romano

## IV secolo(1)
- 384 - Timoteo I di Alessandria, vescovo greco antico

## V secolo(1)
- 430 - Aurelio di Cartagine, vescovo romano

## VI secolo(1)
- 518 - Elia I di Gerusalemme, vescovo e santo arabo (n. 430)

## VIII secolo(1)
- 792 - Michele Lacanodracone, generale bizantino

## X secolo(2)
- 975 - Attone di Guiberto, conte italiano
- 985 - Bonifacio VII, cardinale italiano

## XI secolo(2)
- 1031 - Roberto II di Francia, sovrano (n. 972)
- 1039 - Corrado II di Carinzia, nobile tedesco (n. 1002)

## XII secolo(2)
- 1109 - Adelaide di Kiev
- 1156 - Toba, imperatore giapponese (n. 1103)

## XIII secolo(1)
- 1201 - Agnese di Merania, regina

## XIV secolo(5)
- 1320 - Oscin d'Armenia, re (n. 1282)
- 1332 - Thomas Randolph, I conte di Moray, nobile (n. 1278)
- 1369 - Agnes Randolph, contessa scozzese (n. 1312)
- 1387 - Giovanna di Durazzo, duchessa (n. 1344)
- 1398 - Ruggero Mortimer, IV conte di March, nobile britannico (n. 1374)

## XV secolo(4)
- 1453 - Enguerrand de Monstrelet, francese
- 1454 - Giovanni II di Castiglia, re (n. 1405)
- 1480 - Andrea Barbazza, giurista e avvocato italiano
- 1480 - Biancamaria Martinengo, nobile italiana (n. 1466)

## XVI secolo(9)
- 1502 - Giovanni Battista Ferrari, cardinale e arcivescovo cattolico italiano
- 1505 - Bianca de' Medici, nobildonna italiana (n. 1445)
- 1514 - György Dózsa, condottiero ungherese
- 1524 - Ginevra Bentivoglio, nobildonna italiana (n. 1493)
- 1524 - Claudia di Francia, sovrana (n. 1499)
- 1528 - Giovanni Candido, storico e giurista italiano
- 1547 - Beato Renano, avvocato, editore e scrittore tedesco (n. 1485)
- 1584 - Elisabetta di Regenstein-Blankenburg, religiosa tedesca (n. 1542)
- 1595 - Thoinot Arbeau, presbitero e scrittore francese (n. 1520)

## XVII secolo(12)
- 1606 - Furuta Shigekatsu, militare giapponese (n. 1560)
- 1609 - Federico Zuccari, pittore italiano (n. 1539)
- 1610 - Jean Errard, architetto, matematico e ingegnere militare francese (n. 1554)
- 1616 - Hugh O'Neill, condottiero irlandese
- 1627 - Guðbrandur Þorláksson, cartografo, vescovo luterano e matematico islandese (n. 1541)
- 1636 - Gerasimo I di Alessandria, arcivescovo ortodosso greco (n. 1560)
- 1643 - Francesco Gonzaga, militare italiano (n. 1593)
- 1649 - Alessandro Varotari, pittore italiano (n. 1588)
- 1663 - Antonino Diana, teologo italiano (n. 1586)
- 1669 - Francesco Contini, architetto e pittore italiano (n. 1599)
- 1670 - Johannes Vingboons, cartografo, incisore e pittore olandese
- 1699 - Giovanni Dolfin, cardinale, patriarca cattolico e drammaturgo italiano (n. 1617)

## XVIII secolo(23)
- 1716 - Ogata Kōrin, pittore e artigiano giapponese (n. 1658)
- 1723 - Maria Teresa di Monaco, principessa monegasca (n. 1650)
- 1726 - Alessandro Burgos, vescovo cattolico italiano (n. 1666)
- 1726 - Johann Dientzenhofer, architetto tedesco (n. 1663)
- 1733 - Giovanni Cristiano del Palatinato-Sulzbach, duca tedesco (n. 1700)
- 1735 - Ejima Kiseki, scrittore giapponese (n. 1666)
- 1739 - Francesco Alborea, violoncellista e compositore italiano (n. 1691)
- 1740 - Giuseppe Antonio Caccioli, pittore italiano (n. 1672)
- 1745 - Francesco Orazio della Penna, missionario, traduttore e esploratore italiano (n. 1680)
- 1746 - Jacques-Bonne Gigault de Bellefonds, arcivescovo cattolico francese (n. 1698)
- 1747 - Domenico Giorgi, presbitero e letterato italiano (n. 1690)
- 1752 - Johann Christoph Pepusch, compositore tedesco (n. 1667)
- 1754 - Ippolita Cantelmo Stuart, nobile e poetessa italiana (n. 1677)
- 1768 - Francesco Arcangeli, assassino italiano (n. 1737)
- 1768 - Jacoma Antonia Camilla Veronese, attrice teatrale italiana (n. 1735)
- 1771 - Thomas Gray, poeta inglese (n. 1716)
- 1782 - Carlo Giuseppe di Firmian, nobile e politico austriaco (n. 1718)
- 1786 - Thomas Robinson, II barone Grantham, politico inglese (n. 1738)
- 1790 - Giordano Riccati, fisico, architetto e matematico italiano (n. 1709)
- 1794 - Vladimir Ignat'evič Lukin, drammaturgo e politico russo (n. 1737)
- 1795 - Johann Andreas Schachtner, trombettista, violinista e librettista tedesco (n. 1731)
- 1796 - John Houstoun, politico statunitense (n. 1744)
- 1799 - Andrea Vitaliani, patriota, rivoluzionario e orologiaio italiano (n. 1761)

## XIX secolo(57)
- 1811 - Jean-François de Bourgoing, diplomatico, traduttore e scrittore francese (n. 1748)
- 1816 - Gavriil Romanovič Deržavin, poeta, scrittore e drammaturgo russo (n. 1743)
- 1817 - Antonio Francesco Frisi, scrittore e storico italiano (n. 1733)
- 1817 - Jean-Baptiste-Antoine Suard, giornalista francese (n. 1732)
- 1820 - Giuseppe Thaon di Revel di Sant'Andrea, generale italiano (n. 1756)
- 1821 - Maurice-Jean de Broglie, vescovo cattolico francese (n. 1766)
- 1823 - William Playfair, statistico scozzese (n. 1759)
- 1824 - Maine de Biran, filosofo e psicologo francese (n. 1766)
- 1830 - Remigio Crescini, cardinale e vescovo cattolico italiano (n. 1757)
- 1832 - François Joseph Bouvet de Précourt, ammiraglio francese (n. 1753)
- 1838 - Pulteney Malcolm, ammiraglio britannico (n. 1768)
- 1839 - Giovanni Battista Yi Kwang-nyol, presbitero coreano (n. 1795)
- 1844 - Karl Jakob Theodor Leybold, pittore austriaco (n. 1786)
- 1846 - Christian Lorenz Sommer, filologo classico tedesco (n. 1796)
- 1851 - Melchiorre Dore, poeta, scrittore e presbitero italiano (n. 1776)
- 1851 - Hugues-Robert-Jean-Charles de La Tour d'Auvergne-Lauraquais, cardinale francese (n. 1768)
- 1851 - Horace Sébastiani, nobile, generale e diplomatico francese (n. 1772)
- 1855 - Joseph Knight, botanico inglese (n. 1778)
- 1857 - José María Díaz Sanjurjo, vescovo cattolico e santo spagnolo (n. 1818)
- 1859 - Matteo Annibale Arnaldi, generale italiano (n. 1801)
- 1860 - Filippo Migliavacca, patriota italiano (n. 1829)
- 1866 - Gustavo Alziary di Malaussena, militare italiano (n. 1833)
- 1866 - Pier Carlo Boggio, patriota, giornalista e politico italiano (n. 1827)
- 1866 - Ippolito Caffi, pittore italiano (n. 1809)
- 1866 - Alfredo Cappellini, ufficiale italiano (n. 1828)
- 1866 - Emilio Faà di Bruno, militare e marinaio italiano (n. 1820)
- 1866 - Bernhard Riemann, matematico e fisico tedesco (n. 1826)
- 1866 - Tokugawa Iemochi, militare giapponese (n. 1846)
- 1867 - Mirko Petrović-Njegoš, militare, diplomatico e poeta montenegrino (n. 1820)
- 1869 - Beniamino De Francesco, pittore italiano
- 1869 - Louis-Prudent Douillard, architetto francese (n. 1790)
- 1870 - Albrecht von Graefe, oculista e chirurgo tedesco (n. 1828)
- 1870 - Lucien-Anatole Prévost-Paradol, giornalista e saggista francese (n. 1829)
- 1871 - François Delsarte, tenore e insegnante francese (n. 1811)
- 1872 - Carl von Lutterotti, funzionario austriaco (n. 1793)
- 1874 - Jasper von Oertzen, politico tedesco (n. 1801)
- 1876 - Johann Löwenthal, scacchista britannico (n. 1810)
- 1876 - Adrien Gabriel Gaudin de Villaine, generale francese (n. 1800)
- 1877 - Federico Errázuriz Zañartu, avvocato e politico cileno (n. 1825)
- 1877 - Hamengkubuwono VI, sovrano indonesiano (n. 1821)
- 1880 - George Ramsay, XII conte di Dalhousie, nobile e ammiraglio scozzese (n. 1806)
- 1881 - Theodor Bergk, filologo classico tedesco (n. 1812)
- 1882 - Giuseppe de Marco, patriota italiano (n. 1821)
- 1883 - Iwakura Tomomi, politico giapponese (n. 1825)
- 1886 - Charles Jourdain, filosofo e letterato francese (n. 1817)
- 1888 - Paul Langerhans, patologo, fisiologo e viaggiatore tedesco (n. 1847)
- 1888 - Alfred de Vast-Vimeux, politico, militare e nobile francese (n. 1826)
- 1889 - Pietro Loreta, chirurgo e politico italiano (n. 1831)
- 1890 - Richard Wallace, collezionista d'arte, filantropo e politico britannico (n. 1818)
- 1891 - David S. Walker, politico, avvocato e giudice statunitense (n. 1815)
- 1892 - Alessandro Mantovani, pittore e decoratore italiano (n. 1814)
- 1893 - Gaetano Sabatelli, pittore italiano (n. 1820)
- 1894 - Michele Lessona, zoologo, scrittore e politico italiano (n. 1823)
- 1894 - Ephraim Willard Burr, politico statunitense (n. 1809)
- 1896 - Charles Dickens Jr., scrittore e editore inglese (n. 1837)
- 1899 - Anton Ausserer, entomologo e aracnologo austriaco (n. 1843)
- 1900 - Léon-Ignace Mangin, presbitero francese (n. 1857)

## XX secolo(236)
- 1901 - Georg Jelačić von Bužim, generale austriaco (n. 1805)
- 1901 - Nihal Singh, principe indiano (n. 1863)
- 1902 - Riccardo Felici, fisico italiano (n. 1819)
- 1903 - Vincenzo Di Giovanni, filologo, arcivescovo cattolico e filosofo italiano (n. 1832)
- 1903 - Papa Leone XIII, papa, vescovo cattolico e cardinale italiano (n. 1810)
- 1906 - Wilhelm von Waldburg-Zeil, principe e politico tedesco (n. 1835)
- 1908 - Francesco Saverio Bianchi, giurista e politico italiano (n. 1827)
- 1908 - Dīmītrios Vikelas, letterato e dirigente sportivo greco (n. 1835)
- 1911 - Hermann Schubert, matematico tedesco (n. 1848)
- 1912 - Andrew Lang, scrittore e poeta britannico (n. 1844)
- 1914 - Stefano Bersani, pittore e decoratore italiano (n. 1872)
- 1914 - Inigo Jones, generale britannico (n. 1848)
- 1915 - Erminio Brevedan, calciatore italiano (n. 1893)
- 1915 - Antonio Cantore, generale italiano (n. 1860)
- 1915 - Pietro Rainero, militare italiano (n. 1892)
- 1915 - Renato Serra, critico letterario e scrittore italiano (n. 1884)
- 1916 - Ludvig Douglas, nobile e politico svedese (n. 1849)
- 1916 - Reinhard Sorge, scrittore e drammaturgo tedesco (n. 1892)
- 1916 - Salvatore Paola Verdura, avvocato e politico italiano (n. 1837)
- 1917 - Jurij Vladimirovič Gilšer, ufficiale russo (n. 1894)
- 1917 - Maximilian von Laffert, generale tedesco (n. 1855)
- 1918 - Michele Allasia, aviatore italiano (n. 1895)
- 1918 - Carlo Catani, ingegnere italiano (n. 1852)
- 1920 - Mariano de Cavia, giornalista spagnolo (n. 1855)
- 1921 - Bernardino Feliciangeli, storico italiano (n. 1862)
- 1921 - Henny Hoobin, giocatore di lacrosse canadese (n. 1879)
- 1922 - Karl Ludwig d'Elsa, generale tedesco (n. 1849)
- 1922 - Andrej Andreevič Markov, matematico e statistico russo (n. 1856)
- 1923 - Pancho Villa, rivoluzionario, generale e politico messicano (n. 1878)
- 1924 - Edoardo Bassini, chirurgo italiano (n. 1844)
- 1924 - Giorgio Piccoli, patriota e politico italiano (n. 1840)
- 1925 - René Thomas, tiratore a segno francese (n. 1865)
- 1926 - Luigi Conti, militare e aviatore italiano (n. 1899)
- 1926 - Louis Couppé, arcivescovo cattolico francese (n. 1850)
- 1926 - Feliks Ėdmundovič Dzeržinskij, politico e rivoluzionario sovietico (n. 1877)
- 1926 - Jean Hilarion, ciclista su strada francese (n. 1892)
- 1927 - Ferdinando I di Romania, re (n. 1865)
- 1928 - Scott Sidney, regista statunitense (n. 1872)
- 1931 - Herbert Baddeley, tennista britannico (n. 1872)
- 1932 - Juan Anderson, calciatore argentino (n. 1872)
- 1932 - René Bazin, scrittore francese (n. 1853)
- 1933 - Elisabetta di Anhalt, nobile tedesca (n. 1857)
- 1934 - Padre Cícero, presbitero brasiliano (n. 1844)
- 1935 - Charles Sutton, attore statunitense (n. 1856)
- 1936 - Francisca Aldea Araujo, religiosa spagnola (n. 1881)
- 1936 - Francisco Ascaso, anarchico e sindacalista spagnolo (n. 1901)
- 1936 - Luigi Devoto, medico e politico italiano (n. 1864)
- 1936 - Torsten Jovinge, pittore e disegnatore svedese (n. 1898)
- 1936 - Rita Josefa Pujalte Sánchez, religiosa spagnola (n. 1853)
- 1936 - José Sanjurjo, generale spagnolo (n. 1872)
- 1937 - Olga Hahn-Neurath, matematica e filosofa austriaca (n. 1882)
- 1937 - Guglielmo Marconi, inventore e imprenditore italiano (n. 1874)
- 1938 - Luigi Giovè, militare italiano (n. 1893)
- 1938 - Alois Scheiwiler, vescovo cattolico svizzero (n. 1872)
- 1939 - Augustin Henninghaus, missionario e vescovo cattolico tedesco (n. 1862)
- 1940 - Savino Cossidente, militare italiano (n. 1916)
- 1941 - Lew Fields, attore statunitense (n. 1867)
- 1941 - Viliami Tungī Mailefihi, principe e politico tongano (n. 1888)
- 1941 - Karl von Weber, generale tedesco (n. 1892)
- 1942 - Francesco Campolongo, magistrato e politico italiano (n. 1861)
- 1942 - Germaine Dulac, regista e giornalista francese (n. 1882)
- 1942 - Maurice Klippel, neurologo, psichiatra e scrittore francese (n. 1858)
- 1942 - Julio Salvador Sagreras, chitarrista, compositore e insegnante argentino (n. 1879)
- 1943 - Martin Faust, attore statunitense (n. 1886)
- 1943 - Walter Schilling, generale tedesco (n. 1895)
- 1943 - Arus Voskanian, attrice ottomana (n. 1889)
- 1943 - Walter Wessel, generale tedesco (n. 1892)
- 1944 - Giuseppe Beotti, presbitero italiano (n. 1912)
- 1944 - Heinrich Berger, giurista e scrittore tedesco (n. 1905)
- 1944 - Mildred Harris, attrice statunitense (n. 1901)
- 1944 - Enrico Rocca, giornalista, scrittore e traduttore italiano (n. 1895)
- 1945 - Bismarck Mantovani, musicista e arrangiatore italiano (n. 1874)
- 1945 - Paul Valéry, scrittore, poeta e filosofo francese (n. 1871)
- 1946 - Luciano Geraci, vescovo cattolico italiano (n. 1877)
- 1946 - Shirō Kawase, ammiraglio giapponese (n. 1889)
- 1946 - Tricky Sam Nanton, trombonista statunitense (n. 1904)
- 1946 - Luigi Salvatori, avvocato e politico italiano (n. 1881)
- 1946 - Gunnar Sundman, nuotatore svedese (n. 1893)
- 1947 - Alfred Bowerman, crickettista britannico (n. 1873)
- 1949 - Fëdor Aleksandrovič Ocep, regista e sceneggiatore russo (n. 1895)
- 1951 - Abd Allah I di Giordania, politico e patriota giordano (n. 1882)
- 1951 - George Barnes, attore statunitense (n. 1880)
- 1951 - Biagio Borriello, armatore e politico italiano (n. 1879)
- 1951 - Guglielmo di Prussia, nobile e generale tedesco (n. 1882)
- 1952 - Ferdinand Lot, medievista francese (n. 1866)
- 1952 - Giovanni Marro, medico, antropologo e politico italiano (n. 1875)
- 1953 - Dumarsais Estimé, politico haitiano (n. 1900)
- 1953 - Ruggero Ruggeri, attore italiano (n. 1871)
- 1954 - Ion Paulat, marinaio, aviatore e inventore romeno (n. 1873)
- 1955 - Calouste Gulbenkian, imprenditore e filantropo armeno (n. 1869)
- 1955 - Carlo Simoneschi, attore e regista italiano (n. 1878)
- 1955 - Georg von Sodenstern, generale tedesco (n. 1889)
- 1956 - Genevieve Blinn, attrice canadese (n. 1874)
- 1957 - Egidio Fazio, politico e partigiano italiano (n. 1872)
- 1957 - Jean de Pange, storico e scrittore francese (n. 1881)
- 1958 - Fernand Massip, calciatore francese (n. 1884)
- 1958 - Leone Pellicioli, alpinista italiano (n. 1929)
- 1958 - Salomon Zeldenrust, schermidore olandese (n. 1884)
- 1959 - Karl Ansén, calciatore svedese (n. 1887)
- 1959 - Harry Fox, attore e ballerino statunitense (n. 1882)
- 1959 - William Leahy, ammiraglio e diplomatico statunitense (n. 1875)
- 1961 - Kurt-Jürgen von Lützow, generale tedesco (n. 1892)
- 1962 - Erna Morena, attrice tedesca (n. 1885)
- 1962 - André Renard, partigiano e sindacalista belga (n. 1911)
- 1962 - Tou Samouth, politico e rivoluzionario cambogiano (n. 1915)
- 1963 - Ferdinando Baldelli, vescovo cattolico italiano (n. 1886)
- 1963 - Ilmari Pernaja, ginnasta finlandese (n. 1892)
- 1963 - Giovanni Battista Peruzzo, arcivescovo cattolico italiano (n. 1878)
- 1964 - Vittorio Osvaldo Tommasini, pittore, poeta e fotografo italiano (n. 1879)
- 1964 - Frederick Hanley Seares, astronomo statunitense (n. 1873)
- 1964 - Anna Vyrubova, nobildonna russa (n. 1884)
- 1965 - Francesco Saija, politico italiano (n. 1914)
- 1966 - Giulio Blais, generale italiano (n. 1869)
- 1966 - Julien Carette, attore francese (n. 1897)
- 1966 - Alexandre Piankoff, egittologo francese (n. 1897)
- 1967 - Lewis Brereton, aviatore e generale statunitense (n. 1890)
- 1967 - Fikret Mualla Saygi, pittore turco (n. 1903)
- 1967 - Morris Swadesh, linguista statunitense (n. 1909)
- 1967 - Aloys Wenzl, filosofo, scrittore e docente tedesco (n. 1887)
- 1968 - Ruperto Banterle, scultore italiano (n. 1889)
- 1968 - Basilio Focaccia, ingegnere e politico italiano (n. 1889)
- 1968 - Joseph Keilberth, direttore d'orchestra tedesco (n. 1908)
- 1968 - Agnes Morgan, chimica statunitense (n. 1884)
- 1968 - Giuseppe Virgili, scultore e disegnatore italiano (n. 1894)
- 1969 - Giuseppe Bianchi, ingegnere italiano (n. 1888)
- 1969 - Adriano Facchini, pentatleta italiano (n. 1927)
- 1969 - Roy Hamilton, cantante statunitense (n. 1929)
- 1970 - Egon Eiermann, architetto tedesco (n. 1904)
- 1970 - William Ogilvy Kermack, biochimico scozzese (n. 1898)
- 1970 - Ernst Krebs, canoista tedesco (n. 1906)
- 1970 - Jindřich Šoltys, allenatore di calcio e calciatore cecoslovacco (n. 1902)
- 1971 - Jaime Chavín, calciatore argentino (n. 1899)
- 1971 - Olaf Ingebrigtsen, ginnasta norvegese (n. 1892)
- 1972 - Friedrich Flick, imprenditore e criminale di guerra tedesco (n. 1883)
- 1972 - Paul Herman, cestista statunitense (n. 1921)
- 1972 - Ferenc Körmendi, scrittore ungherese (n. 1900)
- 1973 - Hans Albert Einstein, ingegnere svizzero (n. 1904)
- 1973 - Bruce Lee, artista marziale e attore hongkonghese (n. 1940)
- 1973 - Robert Smithson, scultore e pittore statunitense (n. 1938)
- 1974 - Allen Jenkins, attore statunitense (n. 1900)
- 1975 - Richard Gaines, attore statunitense (n. 1904)
- 1975 - Giuseppe Valle, atleta, dirigente sportivo e generale italiano (n. 1886)
- 1976 - Franco Gadotti, alpinista italiano (n. 1955)
- 1976 - Gaetano Parente, V principe di Castel Viscardo, nobile italiano (n. 1909)
- 1977 - Carter DeHaven, attore, regista e sceneggiatore statunitense (n. 1886)
- 1977 - Friedrich Georg Jünger, scrittore tedesco (n. 1898)
- 1978 - Charles T. Lanham, generale, scrittore e poeta statunitense (n. 1902)
- 1979 - Herbert Butterfield, storico e filosofo britannico (n. 1900)
- 1979 - Antonio Lazzari, geologo italiano (n. 1905)
- 1980 - Piet Bouman, calciatore olandese (n. 1892)
- 1980 - Gerard Croiset, sensitivo olandese (n. 1909)
- 1980 - Dino Luperi, calciatore italiano (n. 1898)
- 1980 - Oszkár Vilezsál, allenatore di calcio e calciatore ungherese (n. 1930)
- 1980 - Roger de Vilmorin, botanico e genetista francese (n. 1905)
- 1981 - Kōstas Choumīs, calciatore greco (n. 1913)
- 1981 - Dale Hennesy, scenografo statunitense (n. 1926)
- 1981 - Abram Kardiner, antropologo statunitense (n. 1891)
- 1981 - Diego Venini, arcivescovo cattolico italiano (n. 1889)
- 1981 - Rolf Wütherich, pilota automobilistico tedesco (n. 1927)
- 1982 - Jean Girault, regista, sceneggiatore e produttore cinematografico francese (n. 1924)
- 1982 - Luis Olaso, calciatore spagnolo (n. 1900)
- 1982 - Gian Paolo Rosmino, attore, regista e sceneggiatore italiano (n. 1888)
- 1982 - Paul Rouster, calciatore lussemburghese (n. 1900)
- 1983 - E. Preston Ames, scenografo statunitense (n. 1906)
- 1983 - Åke Andersson, calciatore svedese (n. 1917)
- 1983 - Yang Chongrui, medico cinese (n. 1891)
- 1984 - Adelmo Bulgarelli, lottatore italiano (n. 1932)
- 1984 - James F. Fixx, scrittore statunitense (n. 1932)
- 1984 - Stephen Neill, teologo e biblista britannico (n. 1900)
- 1984 - Luigi Novarese, presbitero italiano (n. 1914)
- 1984 - Umberto Zanfagnini, avvocato e politico italiano (n. 1903)
- 1985 - Bruno de Finetti, matematico e statistico italiano (n. 1906)
- 1985 - Estelle Evans, attrice bahamense (n. 1906)
- 1985 - Athos Valsecchi, politico italiano (n. 1919)
- 1985 - Peter Glob, archeologo danese (n. 1911)
- 1986 - Antonio Amorth, giurista italiano (n. 1908)
- 1986 - Helen Craig, attrice statunitense (n. 1912)
- 1986 - Héctor Guerrero Delgado, cestista messicano (n. 1926)
- 1986 - Fritz Schmitt, alpinista, scrittore e editore tedesco (n. 1905)
- 1987 - Giuseppe Armosino, politico italiano (n. 1914)
- 1987 - Richard Egan, attore statunitense (n. 1921)
- 1987 - Dmitrij Danilovič Leljušenko, generale sovietico (n. 1901)
- 1987 - Bruno Panonzini, calciatore italiano (n. 1908)
- 1987 - Jim Ray, cestista statunitense (n. 1934)
- 1987 - Alexander Wood, calciatore scozzese (n. 1907)
- 1988 - Giuseppe Albertini, giornalista e telecronista sportivo italiano (n. 1911)
- 1988 - Fabio Fiorelli, politico italiano (n. 1921)
- 1989 - José Augusto Brandão, calciatore brasiliano (n. 1910)
- 1989 - Lauro Corona, attore e modello brasiliano (n. 1957)
- 1989 - Antonio Cremisini, politico italiano (n. 1905)
- 1989 - Marie-Madeleine Fourcade, partigiana e politica francese (n. 1909)
- 1989 - John Sleeuwenhoek, calciatore inglese (n. 1944)
- 1989 - Giannīs Tsarouchīs, pittore, costumista e scenografo greco (n. 1910)
- 1990 - Carlo Cavagnoli, pugile italiano (n. 1907)
- 1990 - Georges Flamant, attore francese (n. 1903)
- 1990 - Sergej Iosifovič Paradžanov, regista sovietico (n. 1924)
- 1991 - Bhim Singh II, principe e politico indiano (n. 1909)
- 1991 - Leo Byrd, cestista statunitense (n. 1937)
- 1991 - Herbert Ferber, pittore, scultore e odontoiatra statunitense (n. 1906)
- 1991 - Aleksej Konsovskij, attore sovietico (n. 1912)
- 1991 - Paolo Manaresi, pittore e incisore italiano (n. 1908)
- 1991 - Joe Martinelli, calciatore statunitense (n. 1916)
- 1991 - Sesto Rocchi, liutaio italiano (n. 1909)
- 1992 - John Bratby, pittore e scrittore britannico (n. 1928)
- 1992 - Nikita Tjagunov, regista sovietico (n. 1953)
- 1993 - Gabriele Cagliari, ingegnere e dirigente d'azienda italiano (n. 1926)
- 1993 - Jacqueline Lamba, pittrice e decoratrice francese (n. 1910)
- 1994 - Renato Boeri, neurologo e partigiano italiano (n. 1922)
- 1994 - Choi Yung-keun, calciatore sudcoreano (n. 1923)
- 1994 - Paul Delvaux, pittore belga (n. 1897)
- 1995 - Renzo Del Chicca, allenatore di pallavolo italiano (n. 1913)
- 1995 - Cesare Emiliani, geologo italiano (n. 1922)
- 1995 - Helmut Gernsheim, fotografo e storico tedesco (n. 1913)
- 1995 - Ernest Mandel, economista, politologo e politico belga (n. 1923)
- 1995 - Raimundo Tupper, calciatore cileno (n. 1969)
- 1996 - Walter Alini, politico e sindacalista italiano (n. 1923)
- 1996 - Anna Chandy, giudice indiana (n. 1905)
- 1996 - František Plánička, calciatore cecoslovacco (n. 1904)
- 1996 - Randy Stuart, attrice statunitense (n. 1924)
- 1997 - Arshi Pipa, filosofo, scrittore e poeta albanese (n. 1920)
- 1997 - Hussain Jabbar Zadegan, cestista iraniano
- 1998 - Alberto Cavallari, giornalista e scrittore italiano (n. 1927)
- 1998 - Norah Borges, illustratrice, pittrice e critica d'arte argentina (n. 1901)
- 1998 - Tossy Spivakovsky, violinista statunitense (n. 1906)
- 1999 - Sandra Gould, attrice statunitense (n. 1916)
- 1999 - Dante Guardamagna, regista e sceneggiatore italiano (n. 1922)
- 1999 - Konca Kuris, attivista turca (n. 1961)
- 1999 - Giuseppe Pastore, pittore, scenografo e regista italiano (n. 1935)
- 2000 - Giuseppe Buffi, politico svizzero (n. 1938)
- 2000 - Eyvind Earle, illustratore statunitense (n. 1916)
- 2000 - Constanze Engelbrecht, attrice e doppiatrice tedesca (n. 1950)
- 2000 - Gregory Hill, scrittore statunitense (n. 1941)
- 2000 - Luigi Montagnani, imprenditore e dirigente sportivo italiano (n. 1922)
- 2000 - Gordon Morison, illustratore statunitense (n. 1930)
- 2000 - James H. Morrison, politico statunitense (n. 1908)
- 2000 - Henning Schlüter, attore tedesco (n. 1927)

## XXI secolo(126)
- 2001 - Milt Gabler, produttore discografico statunitense (n. 1911)
- 2001 - Carlo Giuliani, attivista italiano (n. 1978)
- 2001 - Giulio Pellegrino, calciatore italiano (n. 1915)
- 2001 - Gladys Werner, sciatrice alpina statunitense (n. 1933)
- 2002 - Michalīs Krītikopoulos, calciatore greco (n. 1946)
- 2002 - Giovanni Pozzi, religioso e critico letterario svizzero (n. 1923)
- 2002 - Günther Ziehl, ingegnere e imprenditore tedesco (n. 1913)
- 2003 - Lauri Aus, ciclista su strada estone (n. 1970)
- 2003 - Carol Grace, attrice e scrittrice statunitense (n. 1924)
- 2003 - Ruggero Y. Quintavalle, giornalista, saggista e scrittore italiano (n. 1918)
- 2003 - Livio Spaggiari, calciatore italiano (n. 1924)
- 2004 - Paolo Berlanda, politico italiano (n. 1920)
- 2004 - Lorenzo Franchi, scrittore e giornalista italiano (n. 1920)
- 2004 - Antonio Gades, danzatore, coreografo e politico spagnolo (n. 1936)
- 2004 - Valdemaras Martinkėnas, allenatore di calcio e calciatore lituano (n. 1965)
- 2005 - Ivo Barnabò Micheli, regista e sceneggiatore italiano (n. 1942)
- 2005 - James Doohan, attore e glottoteta canadese (n. 1920)
- 2005 - Giovanni Semerano, bibliotecario, filologo classico e linguista italiano (n. 1911)
- 2006 - Ugo Attardi, pittore, scultore e scrittore italiano (n. 1923)
- 2006 - Charles Bettelheim, economista e storico francese (n. 1913)
- 2006 - Ted Grant, attivista britannico (n. 1913)
- 2006 - Robert Cornthwaite, attore statunitense (n. 1917)
- 2006 - Aldo Izzo, attore e cabarettista italiano (n. 1948)
- 2007 - Ollie Bridewell, pilota motociclistico britannico (n. 1985)
- 2007 - Jerry Fleishman, cestista statunitense (n. 1922)
- 2007 - Achille Manzotti, produttore discografico, produttore cinematografico e sceneggiatore italiano (n. 1943)
- 2007 - Tammy Faye Messner, personaggio televisivo e cantante statunitense (n. 1942)
- 2007 - Antônio Carlos Magalhães, politico e imprenditore brasiliano (n. 1927)
- 2007 - Kai Siegbahn, fisico svedese (n. 1918)
- 2007 - Bruno Vasari, scrittore, partigiano e antifascista italiano (n. 1911)
- 2007 - Stefano Zavka, alpinista italiano (n. 1972)
- 2008 - Giorgio Cardetti, giornalista e politico italiano (n. 1943)
- 2008 - Walter Falk, sciatore alpino statunitense (n. 1946)
- 2008 - Augusto Mancinelli, chitarrista e compositore italiano (n. 1953)
- 2008 - Dinko Šakić, militare e criminale croato (n. 1921)
- 2009 - Jorge Ferreyros, cestista e dirigente sportivo peruviano
- 2009 - Edward T. Hall, antropologo statunitense (n. 1914)
- 2009 - Paul Fouad Naïm Tabet, arcivescovo cattolico libanese (n. 1929)
- 2010 - Benedikt Sigurðsson Gröndal, politico islandese (n. 1924)
- 2010 - Thomas Molnar, filosofo, storico e politologo statunitense (n. 1921)
- 2010 - Antonio Parlato, politico e avvocato italiano (n. 1939)
- 2010 - Giovanni Prevosti, allenatore di calcio e calciatore italiano (n. 1922)
- 2011 - Lucian Freud, pittore tedesco (n. 1922)
- 2012 - Alia Al Moujahid, cantante marocchina (n. 1929)
- 2012 - Jack Davis, ostacolista statunitense (n. 1930)
- 2012 - Émile Kets, cestista belga (n. 1923)
- 2012 - José Hermano Saraiva, scrittore, storico e avvocato portoghese (n. 1919)
- 2013 - Giuseppe Baiocchi, giornalista italiano (n. 1950)
- 2013 - Korvotney Barber, cestista statunitense (n. 1987)
- 2013 - John Casablancas, imprenditore e dirigente d'azienda statunitense (n. 1942)
- 2013 - Ronnie Cutrone, artista statunitense (n. 1948)
- 2013 - Franco De Gemini, musicista, produttore discografico e compositore italiano (n. 1928)
- 2013 - Pierre Fabre, farmacista e imprenditore francese (n. 1926)
- 2013 - André Grobéty, calciatore svizzero (n. 1933)
- 2013 - Helen Thomas, giornalista, opinionista e scrittrice statunitense (n. 1920)
- 2013 - Giorgio Zani, generale, fotografo e dirigente pubblico sammarinese (n. 1918)
- 2014 - Gianni Di Benedetto, attore italiano (n. 1921)
- 2014 - Berndt Katter, pentatleta finlandese (n. 1932)
- 2014 - Panna Rittikrai, artista marziale, regista e attore thailandese (n. 1961)
- 2014 - Giulio Viezzoli, imprenditore italiano (n. 1925)
- 2015 - Augusto Azzaroli, paleontologo italiano (n. 1921)
- 2015 - Tom Beard, attore inglese (n. 1965)
- 2015 - George Bon Salle, cestista statunitense (n. 1935)
- 2015 - Fred Else, calciatore inglese (n. 1933)
- 2015 - Elio Fiorucci, stilista e imprenditore italiano (n. 1935)
- 2015 - Des Horne, calciatore sudafricano (n. 1939)
- 2015 - Dieter Moebius, musicista svizzero (n. 1944)
- 2015 - Sieghardt Rupp, attore austriaco (n. 1931)
- 2016 - Dominique Arnaud, ciclista su strada francese (n. 1955)
- 2016 - Radu Beligan, attore rumeno (n. 1918)
- 2016 - Alberto Clementoni, calciatore italiano (n. 1931)
- 2016 - Giorgio Gualerzi, giornalista, critico musicale e saggista italiano (n. 1930)
- 2016 - André Isoir, organista francese (n. 1935)
- 2016 - Mark Takai, politico statunitense (n. 1967)
- 2016 - Rosemarie Weiß-Scherberger, schermitrice tedesca (n. 1935)
- 2016 - Gastone Zanon, calciatore italiano (n. 1924)
- 2016 - Pavel Šaramet, giornalista bielorusso (n. 1971)
- 2017 - Chester Bennington, cantante statunitense (n. 1976)
- 2017 - Andrea Jürgens, cantante tedesca (n. 1967)
- 2017 - Giorgio Morniroli, politico e chirurgo svizzero (n. 1936)
- 2017 - Giuseppe Pelosi, criminale italiano (n. 1958)
- 2017 - Claude Rich, attore francese (n. 1929)
- 2018 - Arvo Jantunen, cestista e allenatore di pallacanestro finlandese (n. 1929)
- 2018 - Christoph Westerthaler, calciatore e allenatore di calcio austriaco (n. 1965)
- 2019 - Francesco Saverio Borrelli, magistrato italiano (n. 1930)
- 2019 - Antonino Cuffaro, politico italiano (n. 1932)
- 2019 - Sheila Dikshit, politica indiana (n. 1938)
- 2019 - Roberto Fernández Retamar, scrittore cubano (n. 1930)
- 2019 - Giambattista Moschino, calciatore e allenatore di calcio italiano (n. 1939)
- 2019 - Ilaria Occhini, attrice italiana (n. 1934)
- 2019 - Eugen Ravnić, calciatore jugoslavo (n. 1933)
- 2019 - Giovanni Semeraro, imprenditore e dirigente sportivo italiano (n. 1937)
- 2019 - Carlotta Solerio, sciatrice alpina italiana (n. 1940)
- 2019 - Carlo Augusto Viano, filosofo e storico della filosofia italiano (n. 1929)
- 2020 - Lone Dybkjær, politica danese (n. 1940)
- 2020 - Mickey McGee, batterista statunitense (n. 1947)
- 2020 - Doug Rogers, judoka canadese (n. 1941)
- 2020 - Jorge Villavicencio, politico e chirurgo guatemalteco (n. 1958)
- 2021 - Françoise Arnoul, attrice francese (n. 1931)
- 2022 - Barbara Breit, tennista statunitense (n. 1937)
- 2022 - Peter Anthony Inge, generale britannico (n. 1935)
- 2022 - Alan Kent, scrittore britannico (n. 1967)
- 2022 - Jolán Kleiber-Kontsek, discobolo e pesista ungherese (n. 1939)
- 2022 - Bernard Labourdette, ciclista su strada francese (n. 1946)
- 2022 - Luciano Nizzola, dirigente sportivo e avvocato italiano (n. 1933)
- 2022 - Luis Omedes, slittinista e canottiere spagnolo (n. 1938)
- 2022 - Giuliana Rivera, attrice e doppiatrice italiana (n. 1928)
- 2022 - Judith Stamm, giurista e politica svizzera (n. 1934)
- 2023 - Massimiliano Damerini, pianista e compositore italiano (n. 1951)
- 2023 - Adam Hnativ, sollevatore sovietico (n. 1944)
- 2023 - Mirko Novosel, allenatore di pallacanestro jugoslavo (n. 1938)
- 2023 - Gustavo Pallicca, dirigente sportivo, scrittore e giornalista italiano (n. 1936)
- 2023 - Rachid Sfar, politico tunisino (n. 1933)
- 2024 - Giuseppe Consolo, politico italiano (n. 1948)
- 2024 - Serdar Koçyiğit, cestista turco (n. 1959)
- 2024 - Sandy Posey, cantante statunitense (n. 1944)
- 2024 - Kamala Pujari, attivista indiana (n. 1949)
- 2024 - Nil Tun Maung, sollevatore birmano (n. 1931)
- 2024 - Moacir Rodrigues dos Santos, calciatore brasiliano (n. 1970)
- 2025 - Rodney Baxter, fisico australiano (n. 1940)
- 2025 - Edoardo Boncinelli, genetista e fisico italiano (n. 1941)
- 2025 - Ferdinando Bozzi, calciatore italiano (n. 1957)
- 2025 - Giorgio Fanan, collezionista d'arte e bibliografo italiano (n. 1929)
- 2025 - Preta Gil, cantante, attrice e attivista brasiliana (n. 1974)
- 2025 - Tom Troupe, attore statunitense (n. 1928)
- 2025 - Malcolm-Jamal Warner, attore statunitense (n. 1970)

## Senza anno specificato(1)
- Ansegiso di Fontenelle, abate franco